# Antarchaea xanthoptera
Antarchaea xanthoptera là một loài bướm đêm trong họ Noctuidae.